# Takamagahara
Takamagahara (高天原? «L'Alta Esplanada del Cel»), és un lloc de la mitologia japonesa. En el xintoisme, Takama-ga-hara és el lloc de morada del Kami. En el culte xintoista, el kami es convida a deixar Takama-ga-hara i entrar en un reliquiari o algun altre lloc purificat.
Es pensa que està comunicat amb la Terra a través de l'ama-no-uki-hashi (japonès: 天の浮橋, lit. ‘el pont flotant del cel’). Des d'allà, Izanami i Izanagi van crear el món a partir del mar oliós. Aquest pont s'interpreta en alguns casos com l'arc de Sant Martí, amb una funció equivalent dins de la mitologia nòrdica.